# Guifang
Guifang (chinois : 鬼方 ; pinyin : guǐfāng ; Wade : Kuei-fang) est un ancien ethnonyme pour désigner un peuple établi au Nord de la Chine, qui s'est battu contre la dynastie Shang en 1600-1046 avant notre ère. La tradition historique chinoise identifie les Guifang aux peuples Rong, Xunyu, ou Xiongnu,. Cet exonyme Chinois combine les caractères gui (鬼 - fantôme, esprit, démon) et fang (方|方 frontière, pays, région), un suffixe se référant aux « non-Shang », aux pays ennemis qui existaient dans et au-delà des frontières politiques Shang. Le sinologue Herrlee Glessner Creel traduit Guifang comme le « Territoire des démons ».

## Sources historiques
Les annales chinoises contiennent un certain nombre de références aux Guifang. Les premières figurent dans les Annales de Bambou, qui stipulent qu'au cours de la Dynastie Shang, un peuple connu sous le nom de Gǔiróng (Jung) (chinois simplifié : 鬼戎 ; chinois traditionnel : 鬼族) avait déjà été attaqué par le chef des Zhou, Jili, en 1119 av. J. C., durant la trente-cinquième année de règne du roi Shang Wu Yi. Les historiens pensent que le terme Guirong est identique à Guifang. Le nom Guifang est apparu pendant le règne du roi Zhou Kangwang (1005/03–978 av. J.C.). Il s'agit probablement d'un peuple situé au nord-est du territoire des Zhou. Selon le Xiao Yu Ding (小盂鼎) des inscriptions sur bronze, gravées durant la vingt-cinquième année du règne de Kang (979 av. J.C.), après le succès de deux batailles contre les Guifang, des ennemis capturés ont été amenés au temple Zhou et offerts au roi. Les prisonniers étaient plus de 13 000, quatre chefs ont été exécutés par la suite. Les Zhou ont également pris une grande quantité de butin. Le Yi Jing ou « Livre des transformations », mentionne un roi Shang, probablement Wu Ding (1250-1192 av. J.-C., luttant contre les Guifang : ils « ont attaqué le démon de la région, mais il a fallu trois ans pour le soumettre ».
Plus tard, les auteurs comme Sima Qian, Ying Shao, Wei Zhao (zh) et Jin Zhuo (en) sans citer d'arguments, stipulent que Xunyu ou Guifang étaient des termes désignant les populations nomades qui, au cours de la dynastie Han ont été transcrites comme Xiongnu en Chinois. Ce point de vue a également été défendu par le le commentateur Sima Zhen, sous la dynastie Tang. En se basant sur ses études et comparaisons d'inscriptions sur bronze et de structure des caractères, Wang Guowei est venu à la conclusion que ces noms tribaux dans les annales, Guifang, Xunyu, Xianyu, Xianyun, Jung, Di, et Hu, désignent un seul et même peuple, qui plus tard est entré dans l'Histoire sous le nom de « Xiongnu »,.
L'État Shang dispose d'un système d'écriture attesté par des inscriptions sur bronze et des os oraculaires, qui relatent les combats fréquents de ses troupes contre les populations nomades voisines établies dans les steppes d'Asie. Dans ses divinations oraculaires, un roi Shang s'est montré préoccupé à plusieurs reprises par les fang (方), des groupes de barbares extérieurs à son tu (土), correspondant aux régions du centre du territoire Shang. Les Tufang, un groupe particulièrement hostile de la région des Monts Yan, sont régulièrement mentionnés dans ces écrits divinatoires. Un autre ethnonyme Chinois pour désigner l'élevage des nomades a été ma (马) ou barbares « équestres », mentionné à la frontière militaire occidentale des Shang, dans les Monts Taihang, où ils ont combattu et utilisé des chars. La période exacte de la plus ancienne phonétisation du nom de « Hun » sous la forme Guifang reste vaguement déterminée : Sima Qian a déclaré que dans la première période préhistorique, les Huns ont été nommés Hu et Jung (Pinyin Rong). A la fin de la période préhistorique, ils ont été appelés Xunyu. Dans la période de maîtrise de l'écriture, en commençant par la dynastie Shang, ils ont été appelés Guifan. Durant le règne de la dynastie Zhou (1046-256 av. J. C.), ils ont été appelés Xianyun. Depuis le début de la dynastie Qin (221-206 de notre ère), les annalistes Chinois les appellent Xiongnu,.